# 베거스 뱅큇 레코드
베거스 뱅큇 레코드(Beggars Banquet Records)는 영국의 인디 음반사이며 베거스 그룹의 모체가 된 레이블이다. 1977년, 마틴 밀스 (Martin Mills)와 닉 오스틴 (Nick Austin)의 경영 레코드 숍 체인으로 설립된 영국의 펑크 밴드 러커스(The Lurkers)의 데뷔 7인치 싱글 "Shadow / Love Story" 발매를 시작으로 활동을 시작하였다. 베거스는 다양한 서브 레이블을 설립하고있다. 우선 1979년에 아이보 워츠 러셀 (Ivo Watts-Russell)과 피터 켄트 (Peter Kent)에 의해 4AD가 설립된다. 이후 4AD 일단은 베거스에서 독립하지만, 1999년에는 다시 베거스의 산하에 들어간다. 다음 1981년에는 4AD를 이탈한 피터 켄트에 의해 시추에이션 투 (Situation Two)가 설립되어 1992년에 베거스 본체에 흡수될 때까지 활동을 계속하였다. 또한 1989년에는 XL 레코딩스 (XL Recordings)의 전신인 시티비트 (Citybeat)가, 1995년에는 맨트라 레코딩스 (Mantra Recordings)가 각각 설립되었다.